# گوردخمه سیلا (آ - ۴۵)
گوردخمه سنگ سیلا (آ - ۴۵) مربوط به دوره ساسانیان است و در شهرستان مورموری شهر مورموری واقع شده و این اثر در تاریخ ۱۷ اسفند ۱۳۸۱ با شمارهٔ ثبت ۷۹۷۱ به‌عنوان یکی از آثار ملی ایران به ثبت رسیده است.